# Ngưng Nhiên Liễu Cải
Ngưng Nhiên Liễu Cải (tiếng Trung: 凝然了改, bính âm: Níngrán legǎi, 1335-1421) là Thiền sư Trung Quốc cuối đời Nguyên và đầu đời Minh, thuộc Tông Tào Động. Sư là môn đệ đắc pháp của Thiền sư Tùng Đình Tử Nghiêm và có pháp tử là Thiền sư Câu Không Khế Bân.

## Cơ duyên và hành trạng
Sư họ Nhiệm, sinh năm 1335 dưới thời nhà Nguyên, quê ở Kim Điếm, Tùng Dương. Ban sơ, sư xuất gia với Hoà thượng Đề Điểm ở chùa Thiếu Lâm. Kế đến, sư tham học với Thiền sư Nguyệt Ấn ở Hương Sơn nhưng không được cơ duyên khế hợp.
Sau sư lại đến tham vấn với Hòa thượng Tùng Đình Tử Nghiêm ở chùa Thiên Khánh, Lạc Dương. Một hôm, Tùng Đình thượng đường nói rằng: "Rắn chết giữa đường thì chớ giết, giỏ thủng đựng đầy mới mang về. Đây là rất rõ ý chỉ của Tông Tào Động ta. Nếu là tăng sĩ thô lỗ đến trong đây làm sao hiểu được?"
Sư đáp: "Việc này đâu phải là khó hiểu."
Tùng Đình bảo: "Sơn tăng phá cười."
Nghe nói vậy, sư ngơ ngác. Tùng Đình hỏi: "Ở trong nhà ma, ông tìm chén gì?" Sư càng thêm mờ mịt.

Hôm khác, Tùng Đình thượng đường dạy: "Một lời nói vượt qua tất cả."
Ngay đó, sư đại ngộ. Tùng Đình ấn khả cho sư và phó chúc: "Gia phong tông Tào Động ta, ngươi xứng đáng làm chủ!"
Năm 1390, niên hiệu Hồng Vũ thứ 23 đời Minh, sư đến trụ trì tại Chùa Thiếu Lâm Tung Sơn.Sư nghiêm chỉnh thực hiện nội quy tự viện, xiển dương Thiền pháp, được giới quan lại, quý tộc kính trọng và cúng dường.
Năm 1421, niên hiệu Vĩnh Lạc thứ 19 đời Minh, một hôm sư tập hợp đại chúng nói lời từ biệt. Sư có bài kệ:
Tuổi đã tám mươi bảy
Tối nay sẽ giã từ
Với tay về quá khứ
Mặt trăng sáng trời cao.
Nói kệ xong, sư an nhiên thị tịch. Đệ tử trà tỳ, xây tháp an trí xá-lợi tại Chùa Thiếu Lâm. Minh Thành Tổ ban hiệu Đại Quốc Sư. Pháp ngữ của sư được lưu lại trong Ngưng Nhiên Lục, Ngưng Nhiên Liễu Cải Quốc Sư Ngữ Lục.